# Incilius majordomus
Espèce
Incilius majordomus est une espèce d'amphibiens de la famille des Bufonidae.

## Répartition
Cette espèce est endémique du Panama. Elle se rencontre sur le Cerro Bollo.

## Publication originale
- Savage, Ugarte & Donnelly, 2013 : A New Species of Earless Toad (Bufonidae: Incilius) from Western Panama. Copeia, vol. 2013, no 1, p. 8-12.